# Postura de la Iglesia católica sobre las apariciones marianas de Medjugorje
Medjugorje (en croata: Međugorje: Međugorje), una aldea en Bosnia y Herzegovina, ha sido el lugar de supuestas apariciones de la santísima Virgen María desde el 24 de junio de 1981. Varios funcionarios de la Iglesia católica han intentado discernir la validez de estas apariciones marianas para proporcionar orientación a posibles devotos y peregrinos. El 7 de diciembre de 2017, se informó que el arzobispo Hoser, enviado del papa Francisco a Medjugorje, anunció que se permiten peregrinaciones oficiales, declarando que «las diócesis y otras instituciones pueden organizar peregrinaciones oficiales. Ya no es un problema». Esta peregrinación fue autorizada oficialmente por la Santa Sede en mayo de 2019. La aprobación se hizo oficial con la celebración de un festival juvenil entre peregrinos y clérigos católicos en Medjugorje durante cinco días en agosto de 2019.

## Antecedentes
Cuando Bosnia y Herzegovina se convirtió en parte de Austria-Hungría , el Papa León XIII tomó medidas para establecer diócesis (1881) y nombrar obispos locales. Esto incluía transferir parroquias administradas hasta entonces por los franciscanos al clero diocesano. Los frailes resistieron, y en la década de 1940 las provincias franciscanas aún controlaban 63 de 79 parroquias en las Arquidiócesis de Sarajevo y  la Diócesis de Mostar-Duvno. En la década de 1970, los frailes en Herzegovina formaron una asociación de sacerdotes para alentar la oposición popular a las adquisiciones de la parroquia diocesana. Un decreto de 1975 del papa Pablo VI , Romanis Pontificibus , ordenó que los franciscanos se retiraran de la mayoría de las parroquias de la diócesis de Mostar-Duvno., reteniendo 30 y dejando 52 al clero diocesano. En la década de 1980, los franciscanos todavía tenían 40 parroquias bajo la dirección de 80 frailes.
El 24 de junio de 1981, seis niños en la ciudad de Medjugorje, Bosnia-Herzegovina (entonces parte de Yugoslavia), dijeron que habían visto una aparición de la Bienaventurada Virgen María y que estas apariciones continuaban. El pueblo comenzó a atraer peregrinos.

## Investigación local

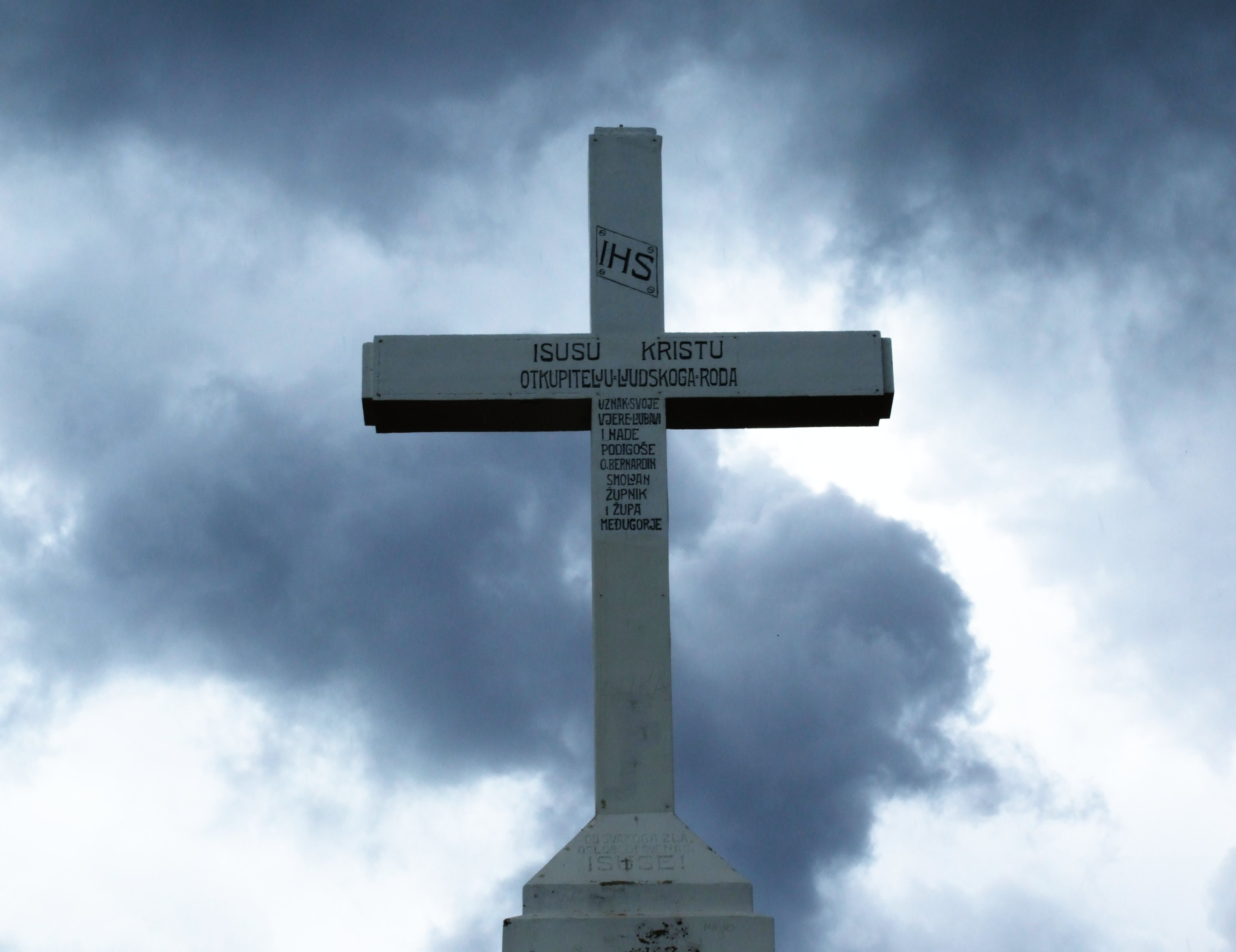
La Cruz de Medjugorje

El 11 de enero de 1982, Pavao Žanić, obispo de Mostar, dentro de cuya jurisdicción se encontraba Medjugorje, estableció una comisión para investigar el asunto.  Cuando tres días después, el 14 de enero de 1982, tres de los videntes le informaron que la "Virgen" apoyaba a los franciscanos, el obispo Zanic comenzó a preocuparse de que sus asesores franciscanos los guiaran más que a la Santísima Virgen.
En 1984, el obispo Žanić decidió extender una primera Comisión para estudiar las apariciones y amplió su membresía a quince: 12 sacerdotes y 3 expertos médicos. Celebraron siete reuniones en total. Esta segunda comisión completó su trabajo en mayo de 1986. Once miembros determinaron que los eventos en Medjugorje fueron Non constat de supernaturalitate (es decir, las apariciones no están aprobadas ni condenadas, pero se necesitan más estudios para determinar si un personaje sobrenatural está presente). El obispo informó debidamente a la Conferencia Episcopal y a la Santa Sede.

## Conferencia de los obispos yugoslavos
Con la posible ruptura de Yugoslavia, muchos líderes de la iglesia croata vieron el nuevo culto mariano en Herzegovina como una ayuda para los esfuerzos anticomunistas y un foco potencial para el nacionalismo croata en Croacia y Bosnia-Herzegovina. Como los eventos de Medjugorje habían excedido el alcance de un evento local, en enero de 1987, por sugerencia de la Congregación para la Doctrina de la Fe, el cardenal Kuharić y el obispo Žanić hicieron un comunicado conjunto en el que anunciaron la formación de un tercera Comisión bajo la dirección de la Conferencia Episcopal. Los obispos revisarían el trabajo de las comisiones anteriores y realizarían su propia investigación. La Conferencia ordenó que no se organizaran peregrinaciones a Medjugorje con el supuesto de que fuera sobrenatural. En julio, el obispo Žanić prohibió a los sacerdotes que organizaran peregrinaciones o vinieran allí atribuyendo un carácter sobrenatural a los eventos, celebrar la misa en su diócesis, y esto hasta que la Comisión de la Conferencia Episcopal completara su investigación.
El 10 de abril de 1991, la Conferencia Episcopal yugoslava emitió en Zadar su propia declaración de No constat de supernaturalitate afirmando que: "Sobre la base de las investigaciones hasta el momento, no se puede afirmar que se trata de apariciones y revelaciones sobrenaturales".

## Santa Sede
En respuesta a una consulta de un obispo francés, en marzo de 1996, el arzobispo Tarcisio Bertone, secretario de la Congregación para la Doctrina de la Fe bajo el cardenal Ratzinger, declaró que no está permitido organizar en la parroquia o en el nivel diocesano peregrinaciones oficiales a Medjugorje, si se presume como un lugar de auténticas apariciones marianas. El siguiente junio, en respuesta a las preguntas de los periodistas, Joaquín Navarro-Valls, portavoz de la Oficina de Prensa de la Santa Sede, aclaró que el arzobispo Bertone se refería específicamente a las peregrinaciones oficiales. Las parroquias y diócesis católicas no pueden organizar peregrinaciones a Medjugorje, ya que eso podría dar la impresión de un respaldo canónico.
En 1993, el obispo Žanić se retiró a la edad de 75 años y fue sucedido por su coadjutor, el obispo Ratko Perić. El 2 de octubre de 1997, Perić escribió: que estaba convencido de que los hechos alegados en Medjugorje ya no eran no constat de supernaturalitate (que su naturaleza sobrenatural no está establecida) sino constat de non supernaturalitate (no es de naturaleza sobrenatural).  En mayo de 1998, en respuesta a una consulta del obispo Gilbert Aubry, obispo de Saint-Denis en la Isla Reunión, el arzobispo Bertone citó el hallazgo anterior de no constat de sobrenaturalitate de 1991 por la Conferencia de los Obispos yugoslavos, y señaló que desde la división de Yugoslavia, la jurisdicción ahora recae en la Conferencia Episcopal de Bosnia y Herzegovina. La declaración del obispo Perić debe considerarse la expresión de la opinión personal del obispo de Mostar, quien, como ordinario del lugar, siempre tiene el derecho de expresar lo que es, y sigue siendo, su opinión personal.
En 2009, el padre Tomislav Vlasic , el ex "director espiritual" de los seis visionarios, fue reducido al estado laical por el papa Benedicto XVI un año después de que fuera puesto bajo investigación por las acusaciones de que exageró las apariciones y había entablado relaciones sexuales con una monja. Tomislav Vlasic estaba bajo investigación formal por una supuesta "doctrina dudosa, manipulación de conciencias, sospecha de misticismo y desobediencia hacia órdenes emitidas legítimamente".
El 17 de marzo de 2010, la Santa Sede anunció que, a petición de los obispos de Bosnia Herzegovina, había establecido una comisión, encabezada por el cardenal Camillo Ruini , para examinar el fenómeno de Medjugorje.
El 21 de octubre de 2013, la Nunciatura Apostólica en Estados Unidos comunicó, en nombre de la Congregación para la Doctrina de la Fe, que, a la luz de la declaración de Zadar de 1991 sobre los eventos de Medjugorje, los católicos, ya sean clérigos o laicos, "no se les permite participar en reuniones, conferencias o celebraciones públicas durante las cuales la credibilidad de tales 'apariciones' se da por sentada". La carta se envió a todas las diócesis de los Estados Unidos. Ya que el arzobispo Müller de la FCD quería que los obispos de los Estados Unidos supieran que Ivan Dragicevic, uno de los "supuestos videntes" de Medjugorje, tenía previsto realizar presentaciones en parroquias de todo el país y se esperaba que tuviera más apariciones durante estas conversaciones. Debido a que la comisión establecida en 2010 todavía estaba en el proceso de su investigación, la FCD determinó que el juicio de los obispos yugoslavos que impedía tales reuniones seguía vigente.
Se informó que el 18 de enero de 2014, la comisión de la Santa Sede establecida en 2010 para estudiar la cuestión de Medjugorje había completado su trabajo, cuyos resultados se comunicarían a la Congregación para la Doctrina de la Fe.
El 6 de junio de 2015, el papa Francisco, refiriéndose a la Congregación para la Doctrina de la Fe, dijo a los periodistas "hemos llegado al punto de tomar una decisión y luego dirán".
El 11 de febrero de 2017, el Papa Francisco nombró al Obispo Henryk Hoser de Warszawa-Praga en Polonia como su enviado especial a Medjugorje, no para investigar la veracidad de las apariciones, sino para evaluar la situación pastoral en Medjugorje y evaluar cómo las necesidades de los peregrinos deberían atenderse. El arzobispo Hoser dijo: "Si la devoción mariana ha florecido en Medjugorje, si tales multitudes llegan allí, es un lugar donde la veneración continuará, ya que Nuestra Señora puede ser venerada en todas partes ..."
Antes de la revisión de Hoser, se desaconsejaban las peregrinaciones a Medjugorje organizadas por grupos oficiales de la Iglesia, aunque las personas podían hacerlo en privado o por medio de grupos turísticos de peregrinación. Después de completar su evaluación, Hoser anunció que se había eliminado el impedimento anterior. “El decreto de la antigua conferencia episcopal de lo que solía ser Yugoslavia, que, antes de la guerra de los Balcanes, desaconsejaba las peregrinaciones organizadas por obispos en Medjugorje, ya no es relevante. El arzobispo habló favorablemente del personal en el sitio. "Estoy lleno de admiración por el trabajo que los franciscanos están haciendo allí", informó el arzobispo polaco. “Con un equipo relativamente pequeño, hay solo una docena de ellos, hacen un gran trabajo al dar la bienvenida a los peregrinos ... Hoy, las diócesis y otras instituciones pueden organizar peregrinaciones oficiales. Ya no es un problema,
El cardenal Francis Arinze observó que María no se ha aparecido en todos los santuarios dedicados a ella, citando como ejemplo de la Basílica de Nuestra Señora Aparecida en Brasil. "Por lo tanto, es un santuario, y si ella apareció allí o no es una pregunta secundaria", dijo. "Ella no tiene que aparecer allí para dar gracia".

## Posición oficial de la Iglesia
Hasta el momento en que la Congregación para la Doctrina de la Fe publique sus hallazgos, la determinación de 1991 de la Conferencia Episcopal Yugoslava de non constat de supernaturalitate ("No está determinado en este momento si es de origen sobrenatural") sigue en pie, y la Santa Sede considera que este juicio aún es operativo.
Tradicionalmente, ha habido una de tres determinaciones con respecto a las apariciones:
- 1.  Constat de supernaturalitate (consta como sobrenatural) (aprobado)
- 2.  Non constat de supernaturalitate (no consta que sea sobrenatural) (Ni aprobado ni condenado - no determinado - neutral)
- 3.  Constat de non supernaturalitate (consta que no es sobrenatural) (condenado)

Hasta el momento en que el papa revele y apruebe los hallazgos de la comisión de la Santa Sede, el fallo "no determinado" sigue vigente.
Una comisión sobre Medjugorje establecida en 2010 por el papa Benedicto XVI y presidida por el cardenal Camillo Ruini votó 13-1 para confirmar el origen sobrenatural de las primeras siete apariciones de la aparición solamente. Además, los miembros de la Comisión también votaron para recomendar levantar la prohibición de la Santa Sede a las peregrinaciones oficiales diocesanas y parroquiales a Medjugorje y para convertir la Iglesia parroquial de la ciudad de Santiago en un santuario pontificio bajo la supervisión de la Santa Sede. La medida, indicó la comisión, no significaría el reconocimiento de las apariciones, pero reconocería la fe y las necesidades pastorales de los peregrinos al tiempo que se garantiza una contabilidad adecuada de las donaciones.
Sin embargo, el Papa Francisco también mencionó que la Congregación para la Doctrina de la Fe, que revisó el informe Ruini y otro material del que estaba al tanto, expresó dudas sobre el fenómeno y el informe Ruini.
La decisión final será tomada por el Papa después de que el arzobispo polaco Henryk Hoser haya completado su examen de la situación pastoral en Medjugorje. Se espera que el Arzobispo Henryk le dé su informe al Papa en algún momento del verano de 2017, y el Papa posiblemente pueda tomar una decisión final sobre Medjugorje para fines de 2017.

### Autorización de peregrinación oficializada
El 12 de mayo de 2019, la Santa Sede autorizó oficialmente la peregrinación a Medjugorje. La primera peregrinación sancionada por la Santa Sede tuvo lugar durante cinco días del 2 al 6 de agosto de 2019. Durante la peregrinación, aproximadamente 60,000 jóvenes católicos de 97 países diferentes participaron en la celebración de un festival juvenil. Catorce arzobispos y obispos y unos 700 sacerdotes católicos se unieron a las festividades también.